# Irina Jurjevna Bliznova
Irina Jurjevna Bliznova, cirill betűkkel Ирина Юрьевна Близнова (Krasznodar, 1986. október 6. –) olimpiai és világbajnok orosz kézilabdázó, a 2008-as olimpián ezüstérmes, és a 2016-os olimpián aranyérmes orosz női válogatott tagja. Az olimpiai dobogós helyein kívül kétszeres világbajnok (2005, 2007), valamint egyszeres Európa-bajnok (2006).